# Paulo Maluf
Paulo Salim Maluf (São Paulo, 3 de septiembre de 1931) es un empresario, ingeniero y político brasileño de origen libanés. 

## Biografía
Fue elegido dos veces alcalde de São Paulo en los años 1969 y 1992, fue Secretario de Transporte entre 1971 y 1974 y gobernador del estado de São Paulo entre 1979 y 1982,fue candidato a presidente de Brasil en 1985 y 1989. Afiliado al Partido Progresista (PP), es presidente del directorio del partido en São Paulo, estado por el que actualmente ejerce el cargo de diputado federal. Fue el más votado en las elecciones de 2006, cuando recibió 739.827 votos de los paulistas. Compitió para el cargo de alcalde de São Paulo por el PP en las elecciones de 2008 obteniendo el cuarto lugar.
Hijo de los inmigrantes libaneses Salim Farah Maluf y Estéfano Maria Maluf, una familia de industriales que a comienzos del siglo pasado resolvió invertir en América del Sur en el comienzo de fabricación de indemnización y otros laminados presionado, cuando fundó Eucatex, la empresa más grande del sector maderero en América Latina. Maluf fue el nieto de Miguel Estéfano, una de las mayores fortunas del Estado de São Paulo. Estudió en el Colegio San Luis, en São Paulo, establecimiento reconocido por la disciplina y la excelente calidad de la educación de los sacerdotes jesuitas. 
Se introdujo a la política en el movimiento estudiantil, en la Universidad de São Paulo donde cursó ingeniería civil en la Escuela Politécnica. es parte de los estudiantes de la Facultad se desvaneció. Se graduó en 1954, llegando a superintendente en jefe de la empresa de la familia, que fuera comandada por su hermano Roberto. 
En 1955 se casó con Sylvia Lutfalla con quien tiene cuatro hijos y trece nietos. Desde 1955 hasta 1967, Maluf trabajó continuamente como un empresario. 
Sin embargo, su carrera política también ha sido marcada por seguidas acusaciones de corrupción y otros delitos. En 2005 fue apresado durante algunas semanas junto a su hijo Flavio por intimidar a testigos de una investigación que se llevaba en su contra. Dos años después, el fiscal de distrito de Manhattan lo acusó de lavado de dinero, existiendo actualmente una orden de arresto de la Interpol. En 2016 fue condenado a tres años de prisión en Francia por lavado de dinero.